# Arthur von Vincenti
Emil Arthur Reichsritter von Vincenti (* 20. Juni 1878 in Amberg; † 14. Februar 1941 in Magdeburg) war ein deutscher Bibliothekar.

## Leben und Wirken
Nach seiner Reifeprüfung am Gymnasium in Bamberg und dem Militärdienst im Königlich Bayerischen Kadetten-Korps studierte Arthur von Vincenti Germanistik, Anglistik und Romanistik sowie Rechtswissenschaft an den Universitäten in München, Bonn, Berlin und Göttingen. Im Jahre 1903 promovierte er bei Josef Schick an der Universität München. Es folgten Auslandsaufenthalte in Frankreich, Großbritannien, der Schweiz und Italien. 1904 heiratete er in München Berta Richter. 1908 trat er in den wissenschaftlichen Bibliotheksdienst ein, zunächst als Voluntär an der Staats- und Universitätsbibliothek Göttingen. 1911 wechselte er als Bibliothekar an die Stadtbibliothek Magdeburg, deren Direktor er 1913 wurde. In Magdeburg lebte er im Stadtteil Alte Neustadt in der heute nicht mehr bestehenden Bötticherstraße 41, wo er auch verstarb.
Vincenti veröffentlichte Arbeiten zur Geschichte Magdeburgs, insbesondere eine Geschichte der dortigen Stadtbibliothek. 

## Schriften
- Drei altenglische Dialoge von Salomon und Saturn. Eine litterargeschichtliche, sprachliche und Quellen-Untersuchung. Dissertation Universität München 1903 (Veröffentlichung in: Münchener Beiträge zur romanischen und englischen Philologie, Bd. 31 (1904); Digitalisat).
- Die Ausstellung zur Jahrhundertfeier der Befreiungskriege. Veranstaltet vom Deutschen Frauenbund, Ortsgruppe Magdeburg. Heinrichshofen, Magdeburg 1913.
- Magdeburgs Heimatliteratur. Heinrichshofen, Magdeburg 1914.
- Volkstümliche Vorträge. Klotz, Magdeburg 1919.
- Eine bibliothekstechnische Lehrmittelsammlung. In: Zentralblatt für Bibliothekswesen, Bd. 41 (1924), S. 430–445.
- Geschichte der Stadtbibliothek zu Magdeburg 1525–1925. Peters, Magdeburg 1925.
- (Hrsg.): Das Magdeburger Adreßbuch von 1817. Degener, Leipzig 1932.
- (mit Hans Schimank): Otto von Guericke, Bürgermeister von Magdeburg. Ein deutscher Staatsmann, Denker und Forscher (= Magdeburger Kultur. und Wirtschaftsleben, Bd. 6). Magdeburg 1936.
- (Bearb.): Max Hasse / Beiträge zur Geschichte der Magdeburger Buchdruckerkunst im 16., 17. und 18. Jahrhundert. Faber, Magdeburg 1940.